# Kino Rossija (Jerewan)

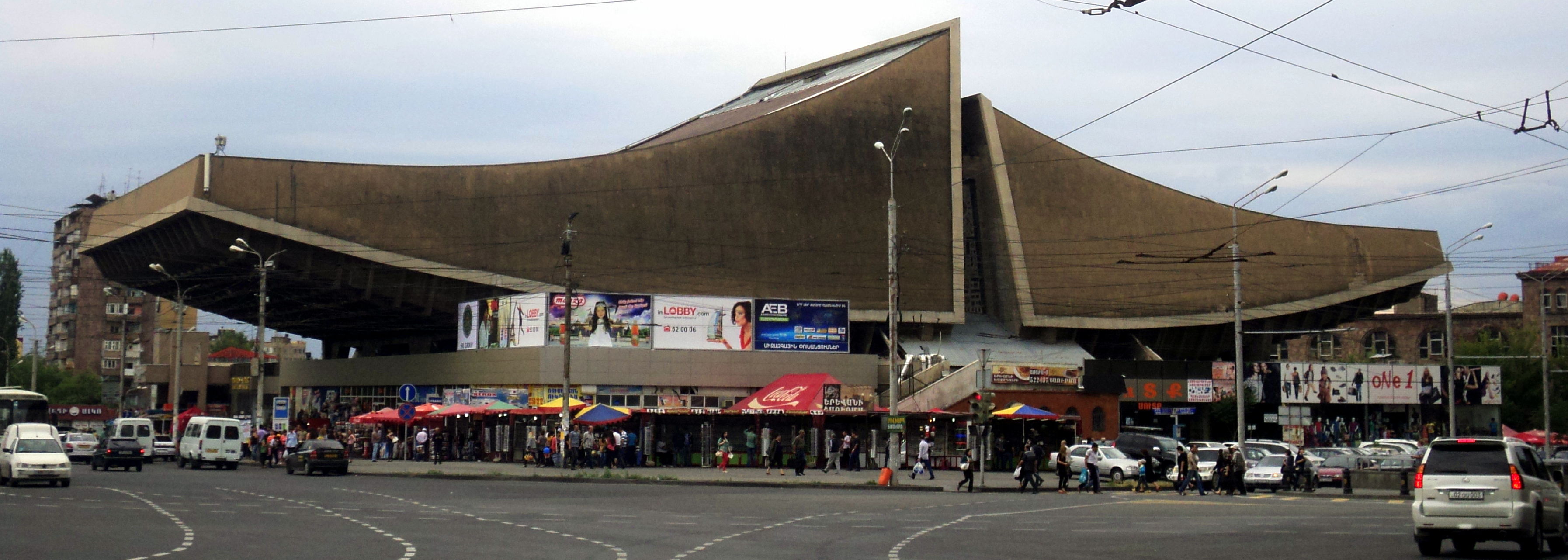
Kino Rossija (2013)

Das Kino Rossija (armenisch Ռոսիա կինոթատրոն) war ein Kino in Jerewan in Armenien. Es wurde ab 1968 geplant und im Dezember 1974 eröffnet. Entworfen wurde es von den Architekten Spartak Chatschikian, Hratschik Poghosjan und Artur Tarchanian. Es hatte zwei Säle, einen für 1.600 und einen für 1.000 Zuschauer. Im zweigeschossigen Vortrakt befand sich eine weitere Halle mit 280 Plätzen, Ausstellungs- und Tanzräume, sowie ein Café.
In den 1990er Jahren wurde es als Kino aufgegeben und das Erdgeschoss durch diverse kleine Unternehmen als Verkaufsraum genutzt. 2004 wurde es privatisiert. In den 2010er Jahren wurde das Gebäude umgebaut und die südliche Terrasse abgerissen und dort eine große Mall errichtet. Das ehemalige Kinogebäude ist nun Teil dieses Rossija-Einkaufszentrums.
Im Inneren waren diverse Skulpturen und andere Kunstwerke angebracht. Sie wurden unter anderem durch die Künstler Jerwand Kodabaschjan, Henrich Elibekjan, Ogan Petrosjan und Hmayak  Bdejan. Der Großteil dieser Kunstwerke wurde seit den 1990er Jahren zerstört.